# Reece Howden
Reece Howden, né le 12 juillet 1998, est un skieur acrobatique Canadien spécialisé dans le skicross.
Il remporte son premier gros globe de cristal en skicross lors de la saison 2021.
En mars 2025, il remporte la médaille d'or lors d'une épreuve de la Coupe du monde au Club de ski Craigleith, en Ontario.

## Palmarès

### Championnats du monde
- Championnats du monde 2023 à Bakouriani (Géorgie) :
  -  Médaille d'argent en ski cross par équipe.

### Coupe du monde
- 3 gros globe de cristal :
  - Vainqueur du classement skicross en  2021, 2023 et 2025.
- 30 podiums dont 18 victoires.
- Vainqueur de la coupe du monde en ski cross de 2025 à Craigleth. Il fait partie des deux Canadiens montés sur le podium lors de la première journée de cette compétition[2].

| Saison / Épreuve | Skicross                                                        |
| ---------------- | --------------------------------------------------------------- |
| 2019-2020        | Nakiska                                                         |
| 2020-2021        | Val Thorens Idre Fjäll x2 Sunny Valley                          |
| 2021-2022        | Reiteralm                                                       |
| 2022-2023        | Innichen Idre Fjäll Craigleith                                  |
| 2023-2024        | Nakiska Alleghe                                                 |
| 2024-2025        | Arosa Innichen Val di Fassa Bakouriani Craigleith Idre Fjäll x2 |